# Embrace (groupe américain)
Pour les articles homonymes, voir Embrace.
Embrace est un groupe de post-hardcore américain, originaire de l'État de Washington. Il est actif entre l'été 1985 et le printemps 1986.

## Biographie
Avec Rites of Spring, et Beefeater, le groupe fait partie du mouvement Revolution Summer et est l'un des premiers groupes catégorisés dans le genre hardcore émotionnel, même si les membres nient en faire partie,,. Le groupe ocmpte en son sien le chanteur Ian MacKaye du défunt groupe hardcore Minor Threat et trois anciens membres du groupe de son frère Alec, The Faith : le guitariste Michael Hampton, le batteur Ivor Hanson, et le bassiste Chris Bald,. Hampton et Hanson jouaient ensemble au sein de S.O.A.. Le groupe joue son premier concert le 28 juillet 1985 au Food for Thought, un ancien restaurant situé au Dupont Circle à Washington, D.C.,,. Leur neuvième et dernier concert s'effectue au 9:30 Club en mars 1986,,. Leur seul album est l'éponyme Embrace publié à titre posthume en 1987, qui s'inspire de l'EP des Faith, Subject to Change,.
Après la séparation d'Embrace, MacKaye et l'ancien batteur de Minor Threat, Jeff Nelson, tentent de s'imposer en Angleterre avec Egg Hunt, mais ce projet ne dépasse pas le stade des répétitions,,.

## Discographie
- 1987 : Embrace
- 2002 : 20 Years of Dischord (compilation)